# Torbeck
Torbeck (Haitianisch-Kreolisch Tòbèk) ist eine Gemeinde im Département Sud von Haiti.

## Geschichte
Im Jahr 1726 wurde die Gemeinde Torbeck als bedeutendster Ort der Region bezeichnet. Bis zum Jahr 1787 entwickelte sie sich zu einem blühenden Gemeinwesen in der französischen Kolonie Saint-Domingue mit 600 weißen Siedlern, 860 freien Einheimischen und 11.000 Sklaven. Man zählte 81 Zuckermühlen, 28 Wassermühlen, 18 Indigofarmen und 100 Kaffeeplantagen.
Am 13. März 1803 wurden die Franzosen gezwungen, sich in der Kirche St. Joseph von Torbeck zu verbarrikadieren, um sich gegen einen Aufstand der Haitianer zu wehren.
Mitte des 19. Jahrhunderts lag in Torbeck während der Auseinandersetzungen zwischen Schwarzen und Mulatten das Hauptquartier der Südbrigaden.

## Lage und Beschreibung
Neben dem Stadtzentrum Ville De Torbeck, dem Quartier Ducis und dem Quartier Ferme de Leblanc bestehen vier Gemeindebezirke:
1. Boury mit La Louis, Carrefour Méridien, Cassagne-Finca, Chalette, Duverni, Formon, Godefroy, Grassette, Guillerme, Houck, Jauge, La Force, Mineur, Nan Goyave, Nan Redon, Poteau, Poterie, Praslin, Soulé und Welsh,
2. Bérault mit Bauzan, Bellevue, Bois Landry, Borgella, Boulé, Bourdet, Burin, Delfosse, Digue-Monville, Dumortier, Dumusat, Durocher, Gaston, Gérard, Guilloux, Jonca, Labeye, La Frésilière, Laumont, Monvide, Perigny, Saint-Félix, Surin und Tuffet,
3. Solon mit Achille, Bézin, Billard, Bois Pangrol, Canon, Carré, Chéramy, Dessources, Dubreuil, Fond Vert, Gilgot, La Frésilière, Lagrou, Le Duc, Le Prêtre, Magnant, Monville, Possin, Régnier, Toro und Touya sowie
4. Moreau mit Deronceley, La Coste, Lamonge und Malval.

Im Quartier Ducier finden sich die Ruinen des Fort des Platons. Hierbei handelte es sich um eines von zwanzig militärischen Bauwerken, die nach der Unabhängigkeit Haitis im Jahr 1804 errichtet wurden und ein Verteidigungssystem gegen eine mögliche Rückkehr der Franzosen darstellte. Das Fort des Platons wurde unter der Leitung von General Nicolas Geffrard, dem Vater des späteren Präsidenten Fabre Geffrard, errichtet.
Die Route Départementale 25 führt in westlicher Richtung an der Küste entlang und verbindet den Ort in östlicher Richtung nach rund 10 Kilometern in Les Cayes mit der Route Nationale RN-7 (nach Jérémie) und der Route Nationale RN-2 (nach Miragoâne).

## Personen aus Torbeck

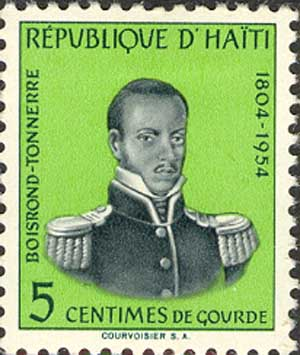
Louis Boisrond-Tonnerre

- Louis Boisrond Tonnerre (1776–1806), Schriftsteller und Historiker, Sekretär von Jean-Jacques Dessalines und Ersteller des Entwurfs der haitianischen Unabhängigkeitserklärung.
- Charles Rivière-Hérard (1789–1850), Politiker und Präsident von Haiti.
- Pierre Théoma Boisrond-Canal (1832–1905), Politiker und Präsident von Haiti.